# 경제사회노동위원회
경제사회노동위원회(經濟社會勞動委員會)는 경제사회노동위원회법(법률 제15663호)에 의해 설립된 대통령 소속 자문위원회이다.

## 연혁
- 1998년 1월 15일 제1기 노사정위원회 출범
- 1998년 2월 6일「경제위기 극복을 위한 사회협약」(90개항) 체결
- 1998년 6월 3일 제2기 노사정위원회 출범
- 1998년 3월 28일 「노사정위원회규정」(대통령령) 제정
- 1999년 9월 1일 제3기 노사정위원회 출범
- 1999년 5월 24일「노사정위원회의설치및운영등에관한법률」 제정
- 2004년 2월 10일 「일자리만들기 사회협약」(55개항) 체결
- 2007년 4월 27일 제4기 노사정위원회 출범
- 2007년 1월 26일「경제사회발전노사정위원회법」 개정, 2007년 4월 27일 시행
- 2009년 2월 23일 경제위기 극복을 위한 노사민정 합의문」(전문 및 64개 항목) 체결
- 2015년 9월 15일 노동시장구조개선을 위한 노사정 합의-사회적 대타협을 체결
- 2018년 6월 12일 경제사회발전노사정위원회법을 경제사회노동위원회법으로 전부개정하면서 위원회의 명칭도 변경하였다.

## 주요기능
- 노동정책 및 이와 관련된 경제·사회정책 등을 협의
  - 주요 노동정책 및 이에 중대한 영향을 미치는 산업·경제 및 사회 정책에 관한 사항
  - 노사관계 발전을 위한 제도·의식 및 관행의 개선에 관한 사항
  - 노사정 협력증진을 위한 사업의 지원방안에 관한 사항
- 대통령에 대한 정책 자문